# Gabrielle Eriksson
Gabrielle Eriksson, född 23 januari 1980 på Alnö, är en svensk före detta fotbollsspelare (mittfältare). Hennes moderklubb är Alnö IF.
Eriksson spelade även för Kopparbergs/Landvetter IF i Damallsvenskan och för Sundsvalls DFF.
Hennes äldre syster, Anna-Maria Eriksson, var också fotbollsspelare på elitnivå.